# Quercus falcata
Espèce
Quercus falcata, aussi appelé chêne rouge falciforme, est une espèce d'arbres du sous-genre Quercus et de la section Lobatae. 

## Répartition
L'espèce est principalement présente sur les sols sableux du sud des États-Unis.

## Description
Le chêne rouge du Sud est un grand arbre pouvant mesurer jusqu'à 30 mètres de haut avec une couronne arrondie. Son écorce grise et lisse se fissure vers l'âge de 25 ans.
Les feuilles obovales à oblongues à bout pointu mesurent de 10 à 30 centimètres de long et de 6 à 16 centimètres de large. Le limbe est profondément lobé avec 3 à 7 lobes en forme de faux (d'où le nom de falciforme). Les deux faces des feuilles sont d'abord pubescentes, puis plus tard, la partie supérieure devient vert foncé brillant et la face inférieure reste velue et d'un blanc argenté. Le pétiole velu mesure 3 à 3,5 millimètres de long.
Les glands brun rougeâtre clair, arrondis, à très court pétiole, mesurent 1,2 à 1,4 cm de long et mettent deux ans à mûrir.

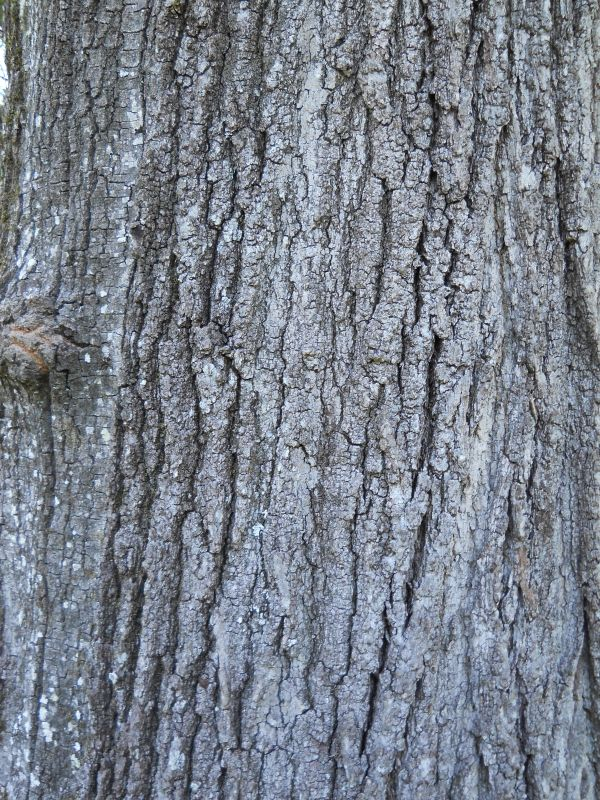
Ecorce
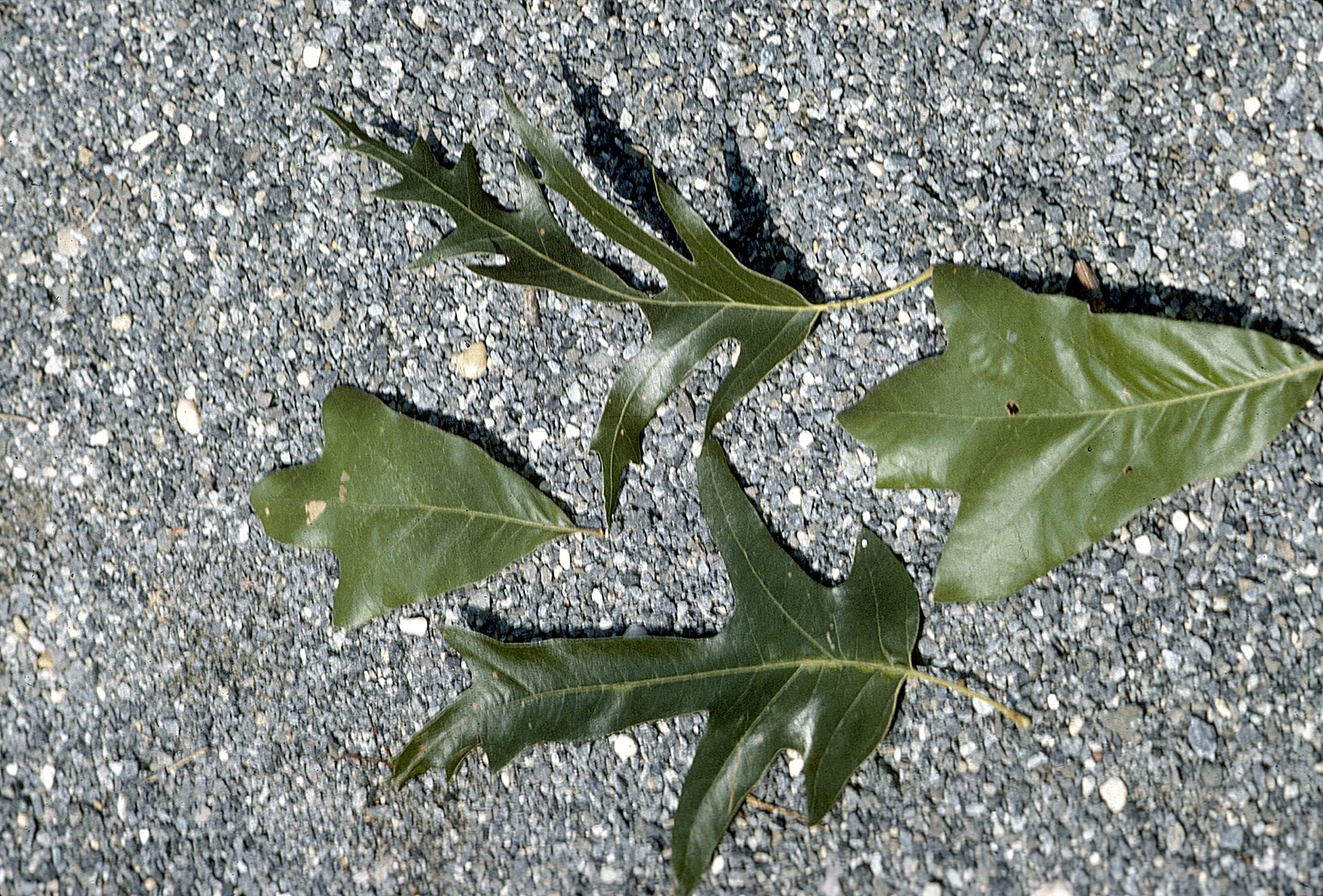
Feuilles
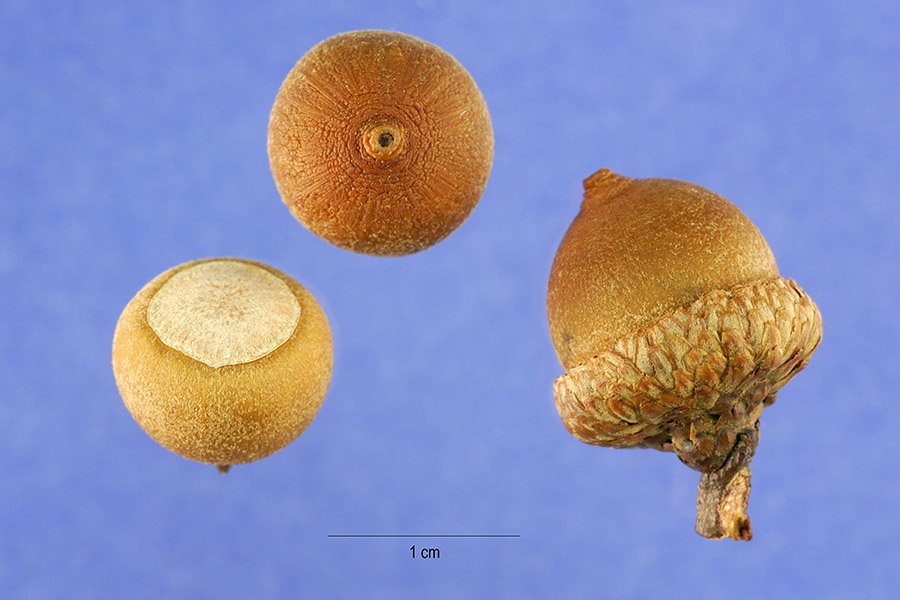
Glands